# Ла-Карт (Франция)
Ла-Карт (фр. La Quarte) — коммуна во Франции, находится в регионе Франш-Конте. Департамент — Верхняя Сона. Входит в состав кантона Витре-сюр-Манс. Округ коммуны — Везуль.
Код INSEE коммуны — 70430.

## География
Коммуна расположена приблизительно в 280 км к юго-востоку от Парижа, в 65 км северо-западнее Безансона, в 39 км к северо-западу от Везуля.

## Население
Население коммуны на 2010 год составляло 70 человек.
| 1962 | 1968 | 1975 | 1982 | 1990 | 1999 | 2010 |
| ---- | ---- | ---- | ---- | ---- | ---- | ---- |
| 87   | 95   | 89   | 76   | 72   | 60   | 70   |

## Экономика
Основу экономики составляет сельское хозяйство, также распространены ремёсла, в том числе лозоплетение.
В 2010 году среди 42 человек трудоспособного возраста (15—64 лет) 34 были экономически активными, 8 — неактивными (показатель активности — 81,0 %, в 1999 году было 78,4 %). Из 34 активных жителей работали 30 человек (18 мужчин и 12 женщин), безработными было 4 (2 мужчин и 2 женщины). Среди 8 неактивных 2 человека были учениками или студентами, 4 — пенсионерами, 2 были неактивными по другим причинам.

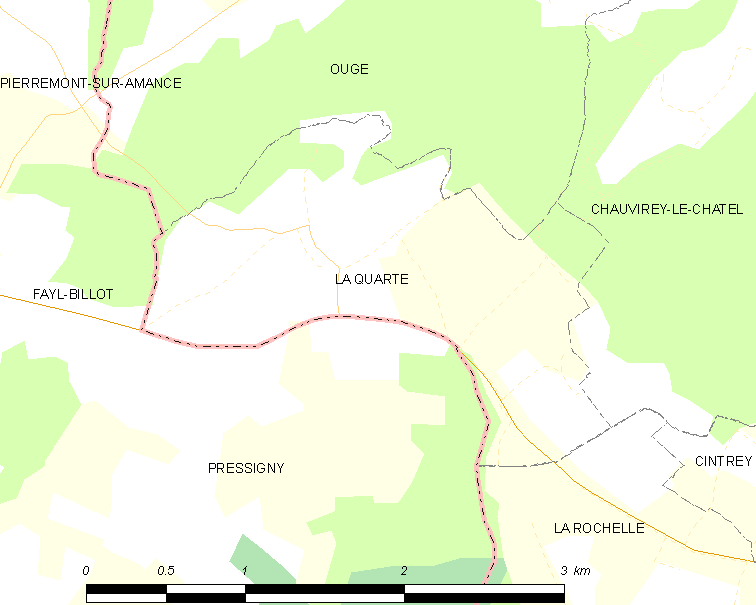
Карта коммуны